# 拉德芳斯广场站
拉德芳斯广场站（法語：Esplanade de La Défense）是巴黎地铁1号线的一个车站，位于皮托和库尔贝瓦交界处，于1992年4月1日启用。

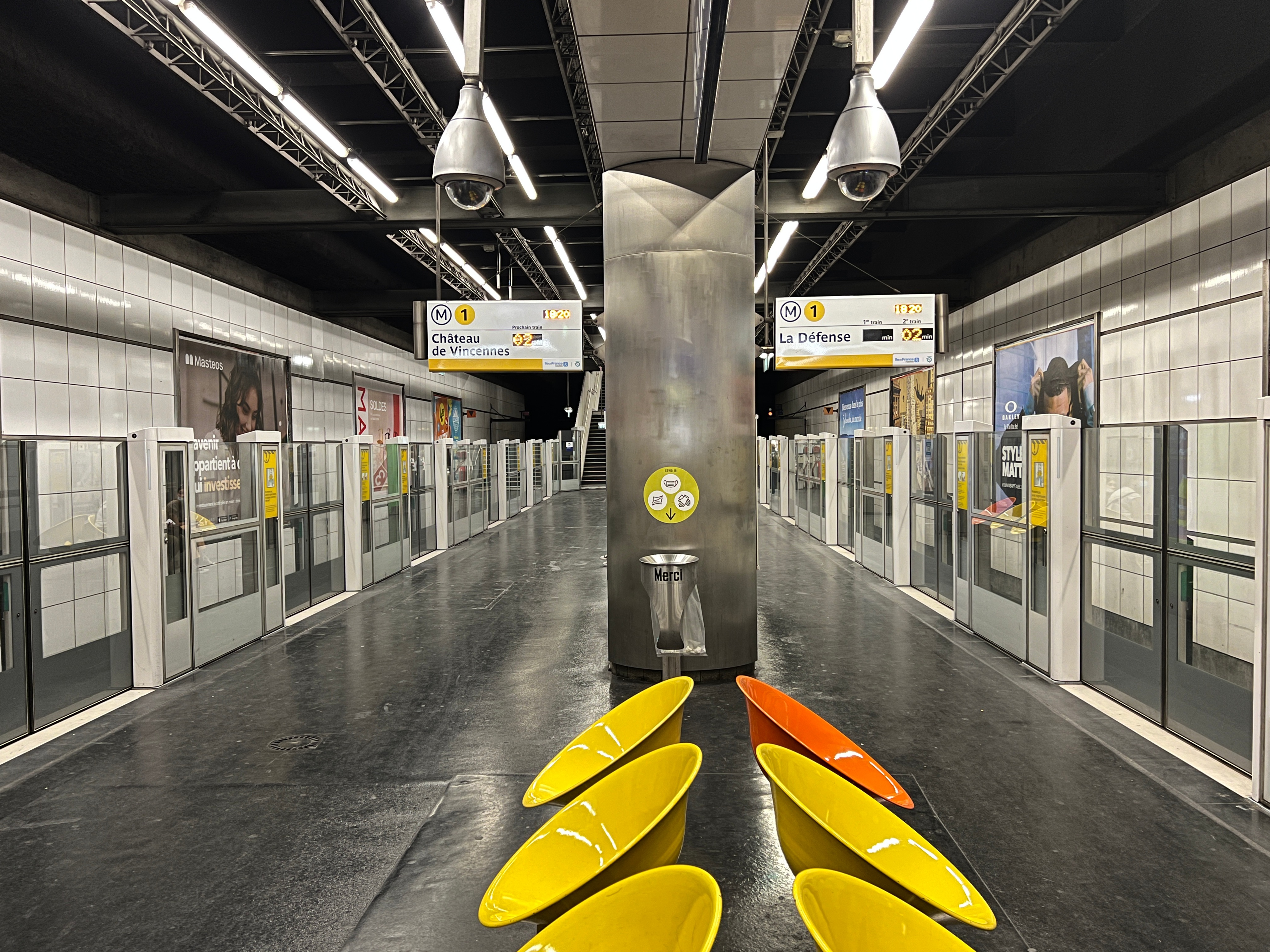
月台 (2022年1月)

## 車站結構
| G       | 街道                             | 出入口               |
| M       | 夾層                             | 往出入口             |
| B2 月台 | 西行                             | 往拉德芳斯（總站）   |
| B2 月台 | 設有月台幕門的島式月台，左側開門 |                      |
| B2 月台 | 東行                             | 往文森城堡（訥伊橋） |